# کاتنوود وست، یوتا
کاتنوود وست (به انگلیسی: Cottonwood West) یک منطقهٔ مسکونی در ایالات متحده آمریکا است که در شهرستان سالت‌لیک، یوتا واقع شده‌است. کاتنوود وست ۱۰٫۴ کیلومتر مربع مساحت و ۱۸٬۷۲۷ نفر جمعیت دارد.